# Yannick Netala
Yannick Netala (* 13. August 2004 in Liestal) ist ein Schweizer Fussballspieler.

## Karriere
Netala begann seine Karriere beim FC Basel. Zur Saison 2018/19 wechselte er zum FC Pratteln und zur Saison 2021/22 in die Jugend des FC Concordia Basel. Zur Saison 2022/23 schloss er sich dem unterklassigen FC Kickers Basel an.
Zur Saison 2023/24 wechselte Netala nach Österreich zu den fünftklassigen Amateuren des FC Dornbirn 1913. Bereits nach einem Spiel für die Amateure im Landespokal gab er im August 2023 sein Debüt für die Profis der Vorarlberger in der 2. Liga, als er am dritten Spieltag jener Saison gegen den SV Lafnitz in der 76. Minute für Sebastian Santin eingewechselt wurde. Insgesamt kam er zu zwei Zweitligaeinsätzen für Dornbirn.
Im Februar 2024 kehrte er zum Schweizer Viertligisten Concordia Basel zurück.